# Bruce M. Spiegelman
Bruce Michael Spiegelman (* 14. November 1952 in Bay Shore, New York) ist ein US-amerikanischer Zellbiologe an der Harvard Medical School. Er ist vor allem für seine Beiträge zu Funktion, Pathophysiologie und Differenzierung von Fettgewebe bekannt.

## Leben und Wirken
Spiegelman erwarb 1974 am College of William and Mary einen Bachelor und 1978 an der Princeton University einen Ph.D. in Biochemie. Als Postdoktorand arbeitete er am Massachusetts Institute of Technology. 1982 erhielt er eine erste Professur (Assistant Professor) für Pharmakologie an der Harvard Medical School und dem Dana-Farber Cancer Institute, 1987 wurde er Associate Professor für Biochemie und molekulare Pharmakologie. Seit 1991 hat er eine ordentliche Professur inne, ab 1993 für Zellbiologie. Seit 2008 ist er Stanley J. Korsmeyer Professor of Cell Biology and Medicine an der Harvard Medical School. Zusätzlich ist er seit 2006 Direktor des Center for Energy Metabolism and Chronic Disease am Dana-Farber Cancer Institute.
Spiegelman befasst sich mit der transkriptionellen Basis des Energiestoffwechsels von Säugetieren, insbesondere der Adipogenese (Differenzierung der Adipozyten). Der Kernrezeptor PPARγ wurde als zentrales Regulativ der Differenzierung der Fettzellen und der Insulinresistenz identifiziert und seine Bedeutung für das Wachstum epithelialer Zellen gezeigt – auch bei Krebsformen, die von diesen Zellen ausgehen. PPARγ-Liganden wurden als Antikrebsmittel getestet. Weitere Arbeiten befassten sich mit PGC-1 als Coaktivator der Transkription bei verschiedenen Prozessen, insbesondere der Gluconeogenese in der Leber.

## Auszeichnungen (Auswahl)
- 1997 Heinrich-Wieland-Preis[1]
- 2002 Mitglied der American Academy of Arts and Sciences[2]
- 2002 Mitglied der National Academy of Sciences[3]
- 2003 Rolf Luft Award
- 2006 Korrespondierendes Mitglied der European Molecular Biology Organisation (EMBO)
- 2012 Banting-Medaille der American Diabetes Association[4]
- 2013 Manpei Suzuki International Prize for Diabetes Research[5]
- 2014 Mitglied der National Academy of Medicine
- 2015 InBev-Baillet Latour Health Prize[6]